# Живот след една година
„Живот след една година“ (на английски: Life in a Year) е американска романтична драма от 2020 г. на режисьора Митя Окорн, по сценарий на Джефри Адис и Уил Матюс. Във филма участват Джейдън Смит, Кара Делевин, Куба Гудинг Джуниър и Ния Лонг. Изпълнителни продуценти на филма са Уил Смит и Джейда Пинкет Смит под етикета Overbrook Entertainment. Филмът е пуснат на 27 ноември 2020 г. от Sony Pictures Releasing.

## Актьорски състав
| Актьор              | Роля    |
| ------------------- | ------- |
| Джейдън Смит        | Дарин   |
| Кара Делевин        | Изабел  |
| Ния Лонг            | Катрин  |
| Куба Гудинг Джуниър | Хавиер  |
| РЗА                 | Рон     |
| Крис Д'Елия         | Фил     |
| Стони Блайдън       | Киран   |
| Джей Ти Нийл        | Сами    |
| Биг Шон             | Себе си |

## Продукция
През март 2017 г. става ясно, че Кара Делевин и Джейдън Смит са се включили в актьорския състав на филма, с режисурата на Митя Окорн, по сценарий на Джефри Адис и Уил Матюс, а Уил Смит и Джейда Пинкет Смит са изпълнителни продуценти на филма под етикета Overbrook Entertainment. През април 2017 г. Терънс Хауърд, Стони Блайдън, Ния Лонг, РЗА и Джей Ти Нийл се включиха в актьорския състав на филма. През май 2017 г. Крис Д'Елия и Куба Гудинг Джуниър се включиха в състав, докато Гудинг замества Хауърд.

### Снимачен процес
Снимачния процес започна през април 2017 г. в Торонто, Канада.